# Philippe Monfils
Philippe Monfils este un om politic belgian, membru al Parlamentului European în perioada 1994-1999 din partea Belgiei.
1. ↑  Philippe MONFILS, Dictionnaire des Wallons
2. 1 2 3   http://www.assembly.coe.int/nw/xml/AssemblyList/MP-Details-EN.asp?MemberID=2739 Lipsește sau este vid: |title= (ajutor)
3. ↑  Deputații în Parlamentul European